# Veauche
Veauche är en kommun i departementet Loire i regionen Auvergne-Rhône-Alpes i centrala Frankrike. Kommunen ligger i kantonen Saint-Galmier som tillhör arrondissementet Montbrison. År 2022 hade Veauche 8 984 invånare.

## Befolkningsutveckling
Antalet invånare i kommunen Veauche
| Referens: INSEE |